# 렉서스 GX
렉서스 GX(Lexus GX)는 토요타 자동차의 고급 브랜드인 렉서스의 준대형 SUV이다. 일본 아이치현에 있는 토요타의 타하라 공장에서 생산한다.
토요타 랜드크루저 프라도의 형제 차량이다. 같은 플랫폼에서 나온 또 다른 SUV로는 복고풍 디자인의 SUV로 유명했던 토요타 FJ 크루저가 있으며, 대한민국에는 FJ 크루저를 한국토요타자동차에서 딱 100대 한정으로 정식 수입하여 판매했다.

## 1세대(J120)

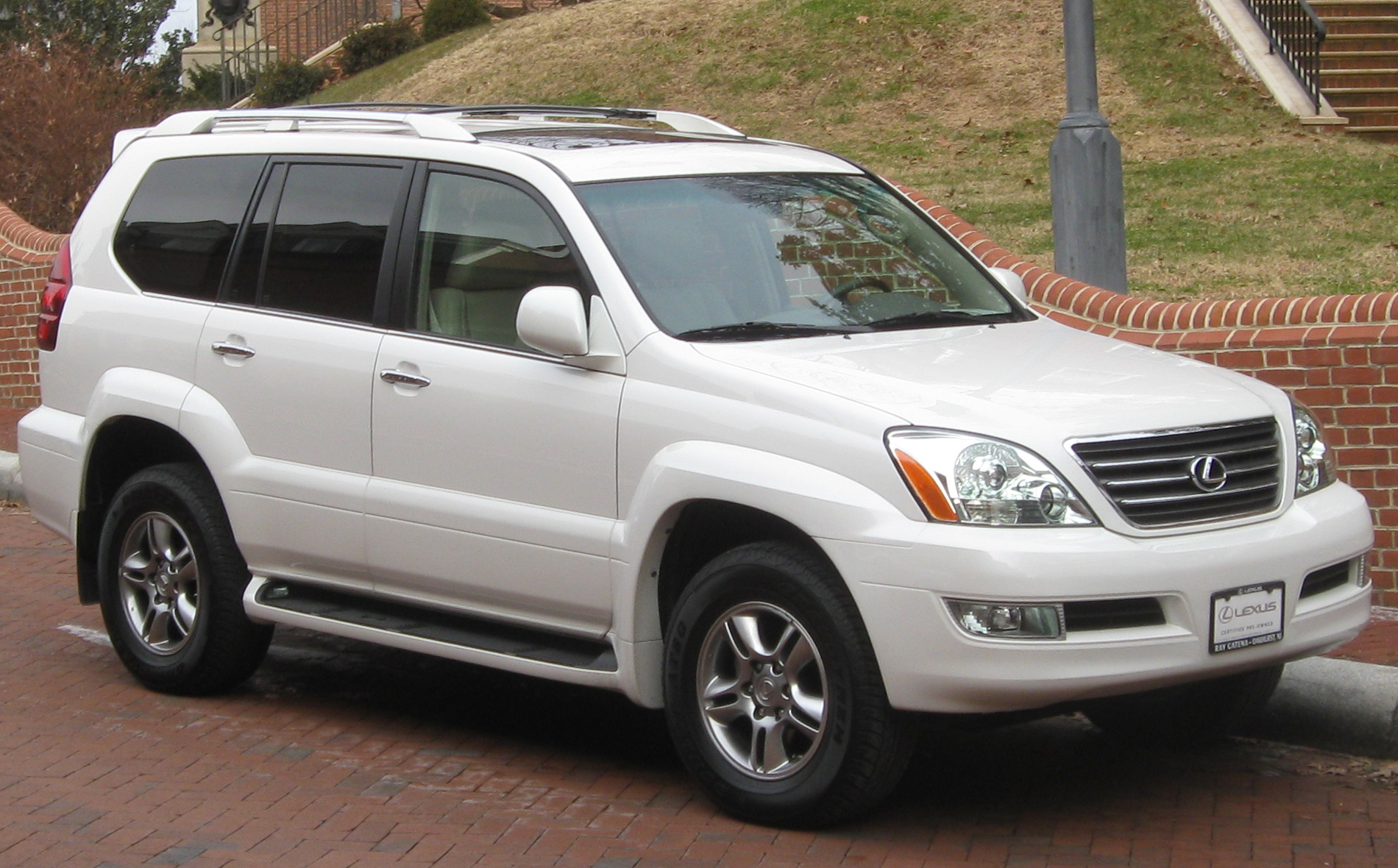
렉서스 GX 정측면

렉서스의 SUV에서 LX와 RX의 중간급 차종으로, 2002년 11월에 등장했다. LX470과 같은 V형 8기통 4,700cc 가솔린 엔진(2UZ-FE)과 5단 자동변속기가 장착돼 세부 트림명은 GX470이다. 렉서스에 걸맞게 천연 가죽 시트와 우드 그레인을 사용해 소재의 고급스러움을 더했고, 마크 레빈슨 프리미엄 사운드 시스템과 후석 DVD 시스템 등도 설정됐다.

## 2세대(J150)

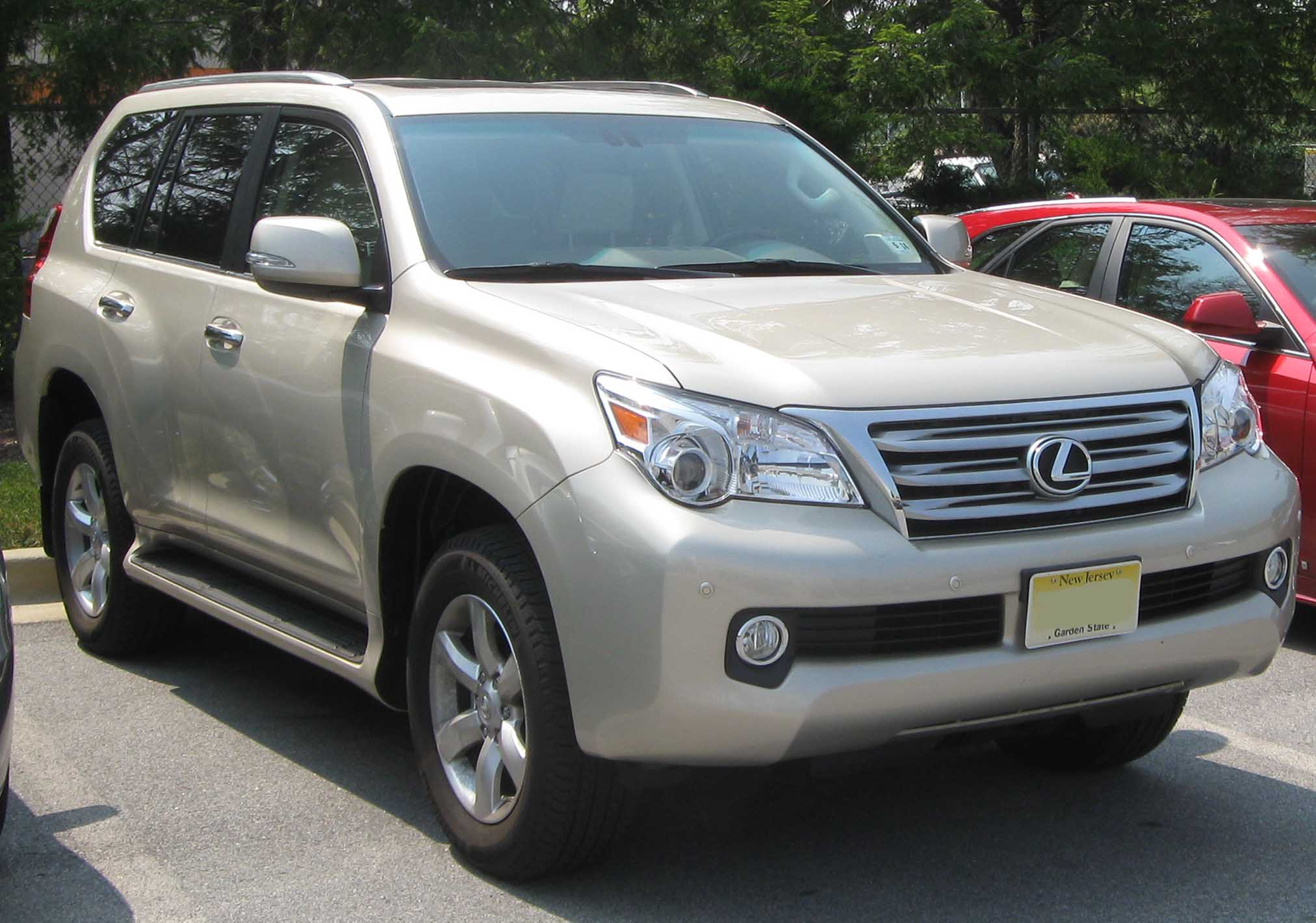
렉서스 GX(전기형) 정측면

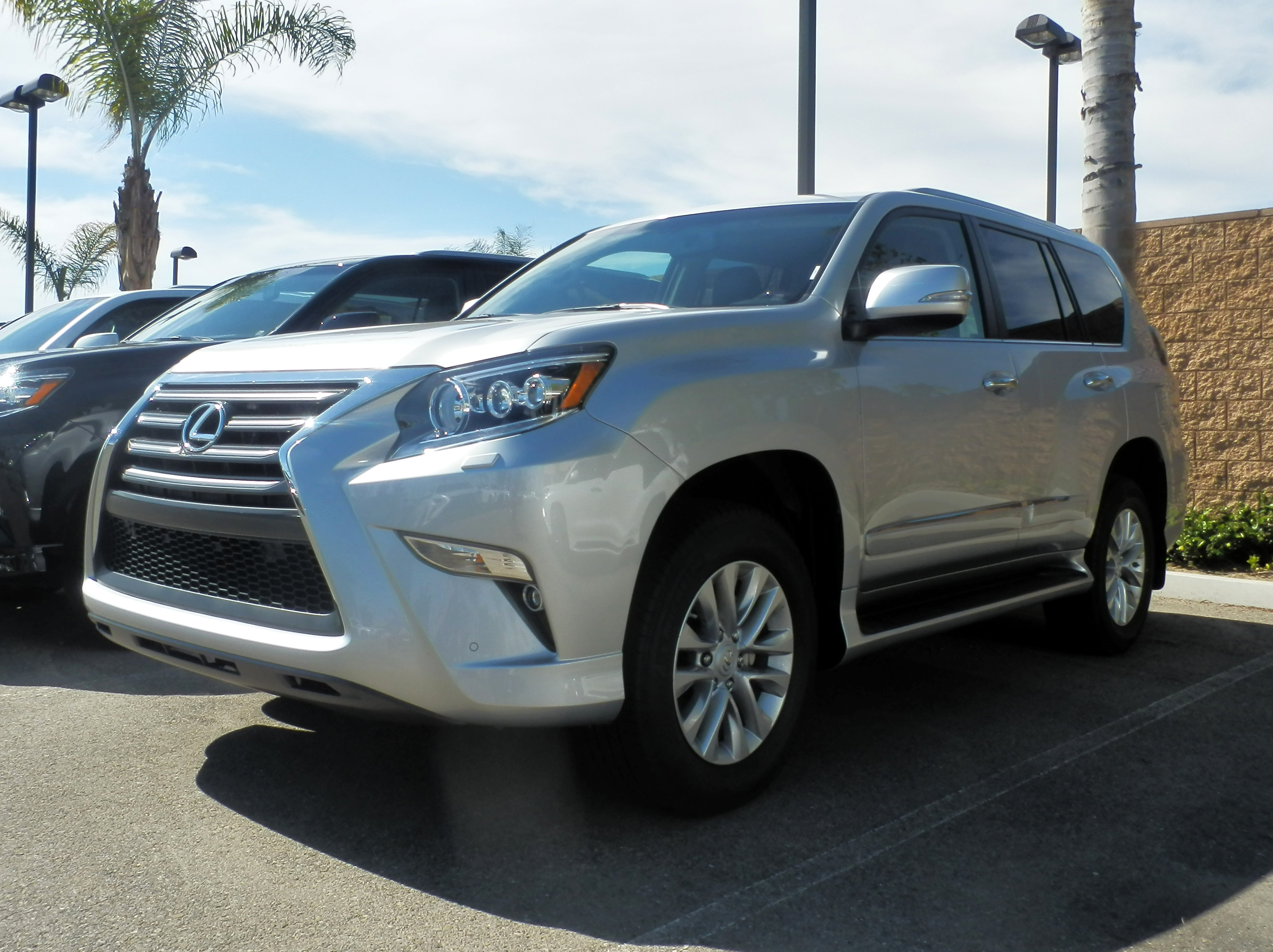
렉서스 GX(후기형) 정측면

2009년 11월에 등장했다. V형 8기통 4,600cc 가솔린 엔진(1UR-FE)과 6단 자동변속기가 장착돼 세부 트림명은 GX460이다. 렉서스의 디자인 철학인 L-Finesse로 표현된 라디에이터 그릴과 헤드 램프는 렉서스임을 표출한다. 프론트&사이드 와이드 뷰 카메라가 장착돼 각종 주행 환경에서 폭 넓은 시야를 제공하고, 3열 시트에는 파워 폴딩 기능이 있다. 2013년 8월에는 페이스 리프트를 거쳐 스핀들 그릴과 LED 헤드 램프 등이 적용된 모습이 공개됐다.

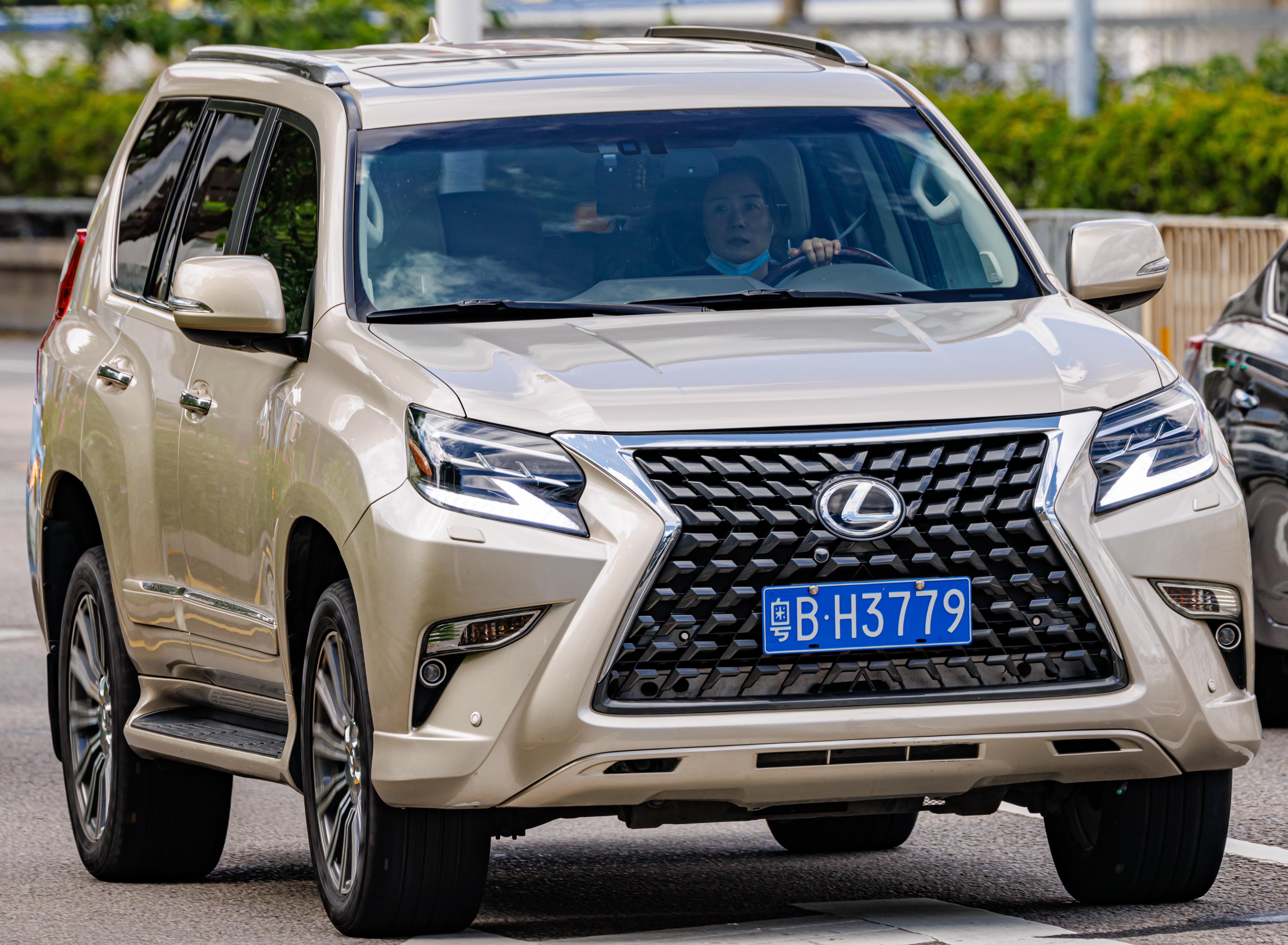
렉서스 GX 2022년 개량형 중국 사양

## 3세대(J250)
2023년 6월 8일 미국에서 TX와 함께 공개했다. 형제차인 랜드크루저 프라도(250)와 측면 라인을 비슷하게 했고, 리어 게이트는 여닫는 방식에서 일반적인 해치식으로 바꿨다. 리어 플립 업 글래스도 달린다.
엔진은 V6 3.5리터 가솔린 트윈터보 엔진(GX550)과 4기통 2.4리터 가솔린 터보 하이브리드(GX550h) 2가지가 있다.
원판인 랜드크루저 대신 LX를 들여온 것처럼 한국토요타에서 프라도 대신 GX의 출시 준비에 들어갔으며, LX처럼 하이브리드만 들여오기로 했다.